# Licuala magna
Licuala magna är en enhjärtbladig växtart som beskrevs av Karl Ewald Maximilian Burret. Licuala magna ingår i släktet Licuala och familjen Arecaceae. Inga underarter finns listade i Catalogue of Life.